# Uborak (przystanek kolejowy)
Uborak (biał. Уборак, ros. Уборок) – przystanek kolejowy w miejscowości Uborak, w rejonie osipowickim, w obwodzie mohylewskim, na Białorusi.
Dawniej stacja kolejowa.